# 碉堡

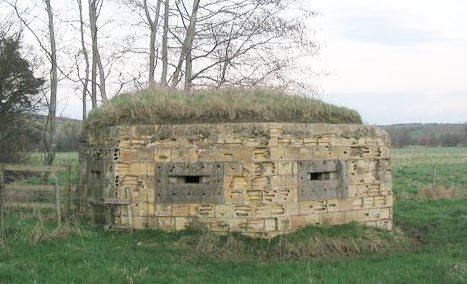
第二次世界大戰的六角盒形碉堡–位於英格蘭薩默塞特郡拉靈頓的梅爾斯河的河岸上.

碉堡是使用木、石或鋼筋混凝土製造的軍事防禦工事，完全或部分埋在地下以防禦炮火，並作為自衛基地。常見於第一次世界大戰、第二次世界大戰和冷戰時期。可作為指揮部、彈藥庫、儲存庫。常有地道、戰壕或交通壕連接，佈有機槍、大炮，能防禦上方炮火及空中攻擊，填補戰壕的防御漏洞，有些碉堡还可以抵禦毒氣和核辐射。
碉堡常以部份或完全埋在土中，用以隱蔽或防禦炮火。碉堡的設計和用料皆為抵禦炮火，所以特別堅固耐用，一、二戰時的碉堡至今仍能保持良好。

## 類形

### 戰壕形
相對比較為較小的石矢建築，部分埋於地裏，作為戰壕的一部分。為士兵提供更好防護，包括防禦來自空中的攻擊如榴彈炮、迫擊炮，亦可抵禦天氣。
前方碉堡並佈有機槍或迫擊炮，後方碉堡常為指揮室、儲存庫、戰場醫院。

## 外部連結
- 探秘白泥碉堡：香港唯一現存辛亥革命歷史建築[永久]